# Safeco Field
Safeco Field (původně psáno SAFECO Field) je baseballový stadion s roztažitelnou střechou v Seattlu, v americkém státě Washington. Stadion je provozován a vlastněn společností Washington-King County Stadium Authority a je domovem týmu MLB Seattle Mariners. Nachází se v seattleské části SoDo nedaleko západního konce mezistátní dálnice Interstate 90.
V devadesátých letech se Mariners obávali, že jim tehdejší stadion, zvaný Kingdome, už přestává vyhovovat a tak se vlastníci rozhodli tým přemístit. Krátce poté si Mariners získali podporu obyvatel města, když dokázali vyhrát divizi AL v roce 1995. V září 1996 bylo vybráno umístění stadionu - jižně od Kingdomu - a v březnu 1997 už začala výstavba. Ta trvala až do července 1999, kdy se zde také odehrál první baseballový zápas.
Kromě Mariners využívají Safeco také washingtonská vysokoškolská sportovní organizace, která sem přináší každoroční šampionát vysokých škol a také k jednomu zápasu ročně baseballoví Washington Huskies, univerzitní tým University of Washington. Mezi nebaseballové události patří Seattle Bowl v roce 2001, turnaj NCAA v univerzitním americkém fotbalu a WrestleMania XIX, která drží rekordní návštěvu stadionu, 54 097 diváků z roku 2003.
Práva na jméno vlastní pojišťovna Safeco, která zaplatila 40 milionů dolarů za dvacet let držení tohoto práva.